# Lê Quốc Khánh
Lê Quốc Khánh (sinh ngày 2 tháng 9 năm 1982) là vận động viên quần vợt Việt Nam.
Khánh có có được thứ hạng ATP đơn cao nhất là 1317 đạt được vào ngày 23 tháng 4 năm 2004. Anh cũng đạt được thứ hạng đôi tốt nhất là vị trí 959 vào ngày 10 tháng 7 năm 2006.
Lê Quốc Khánh là đại diện cho Việt Nam tại Davis Cup nơi anh có được kết quả Thắng/Thua là 28-400.